# مورشویلر
مورشویلر (به فرانسوی: Morschwiller) یک کمون در فرانسه با جمعیت ۵۶۱ نفر است که در Canton of Haguenau واقع شده‌است.